# Adarrus exornatus
Adarrus exornatus är en insektsart som beskrevs av Ribaut 1952. Adarrus exornatus ingår i släktet Adarrus och familjen dvärgstritar. Inga underarter finns listade i Catalogue of Life.